# Eudorylas vicinus
Eudorylas vicinus är en tvåvingeart som beskrevs av Kozanek 1992. Eudorylas vicinus ingår i släktet Eudorylas och familjen ögonflugor.
Artens utbredningsområde är Mongoliet. Inga underarter finns listade i Catalogue of Life.